# Lasioptera serotina
Lasioptera serotina är en tvåvingeart som beskrevs av Ephraim Porter Felt 1908. Lasioptera serotina ingår i släktet Lasioptera och familjen gallmyggor.
Artens utbredningsområde är New York. Inga underarter finns listade i Catalogue of Life.